# David Fairclough
David Fairclough (Liverpool, 1957. január 5. –) ifjúsági válogatott angol labdarúgó, csatár.

## Pályafutása

### Klubcsapatban
1975 és 1983 között az angol Liverpool labdarúgója volt, ahol négy angol bajnoki címet szerzett. Kétszeres BEK-győztes (1976–77, 1977–78) és egyszeres UEFA-kupagyőztes (1975–76) volt az együttessel. 1982-ben kölcsönben a kanadai Toronto Blizzard csapatában szerepelt. 1983 és 1985 között a svájci FC Luzern, 1985-ben a Manchester City, majd a Norwich City, 1985–86-ban az Oldham Athletic, 1986-ban a Rochdale, 1986 és 1989 között a belga Beveren, 1989–90-ben a Tranmere Rovers játékosa volt. 1990–91-ben a Wigan Athletic csapatában fejezte be az aktív játékot.

### A válogatottban
1976-ban egy alkalommal szerepelt az angol U23-as válogatottban.

## Sikerei, díjai
Liverpool FC
- Angol bajnokság
  - bajnok (4): 1975–76, 1976–77, 1978–79, 1979–80
- Angol kupa (FA Cup)
  - döntős: 1977
- Angol ligakupa
  - győztes: 1982–83
- Angol szuperkupa (FA Charity Shield)
  - győztes (4): 1976, 1977 (megosztva), 1979, 1980
- Bajnokcsapatok Európa-kupája (BEK)
  - győztes (2): 1976–77, 1977–78
- UEFA-kupa
  - győztes: 1975–76
- UEFA-szuperkupa
  - győztes: 1977
  - döntős: 1978

 Tranmere Rovers
- Football League Trophy
  - győztes: 1990